# 넥스트아이
넥스트아이(Next Eye Co. Ltd.)는 대한민국의 머신비전 검사장비 제조 및 화장품 유통 기업이다. 본사는 경기도 안양시 동안구 동편로13번길65 넥스트아이빌딩에 위치해 있으며 대표이사는 진광이다. 이준석 국회의원의 아버지가 감사위원으로 제직한 적이 있어 이준석 테마주로 분류되어 있다 넥스트아이의 최대 주주인 중국 유미도 그룹은 중국 최대 뷰티 프랜차이즈 그룹이다. 회사는 HS글로벌과 유미소향과 법적분쟁을 벌이고 있다

## 투자
이노메트리의 지분 40.6%를 보유하고 있다. 사모펀드(PEF)인 이스트브릿지파트너스가 넥스트아이 지분 중 36.5%을 확보하였다

## 상장
2011년 6월 14일에 공모가 10,000원에 상장하였다.     

## 같이 보기
- 이준석

## 참고 문헌
1. ↑  황지선, 기술분석보고서 한국IR협의회 기업리서치센터-넥스트아이, 2023년 11월 16일
2. ↑  넥스트아이, SFA반도체, 파라텍, 제주반도체, 케이옥션 등, 인포스톡데일리, 2023년 12월 12일
3. ↑  최이레, 넥스트아이, 이준석 전 국민의힘 대표 신당 창당 소식에 강세, 아주경제, 2023년 11월 27일
4. ↑  김남규, 중국 자본 이대로 괜찮은가? 망가지는 한국기업코스탁 상장사 ‘넥스트아이’, 대한뉴스, 2018년 7월 11일
5. ↑  이수환, 이노메트리, 경쟁사와 배터리 장비 소송전 '시끌', 디일렉, 2020년 9월 3일